# Campionato africano femminile under 20 di calcio 2014
Il Campionato africano femminile under 20 di calcio 2014 è stato la 7ª edizione del torneo. Si è svolto dal 14 settembre 2013 al 24 gennaio 2014 con la formula dell'eliminazione diretta e partite di andata e ritorno. Il torneo valeva come qualificazione per il Campionato mondiale femminile under 20 di calcio 2014.

## Turno preliminare
L'andata è stata giocata il 14 settembre 2013, il ritorno il 27 settembre.
| Squadra 1     | Totale | Squadra 2 | Andata | Ritorno |
| ------------- | ------ | --------- | ------ | ------- |
| Sudan del Sud | 0 – 22 | Uganda    | 0 – 9  | 0 – 13  |

## Primo turno
L'andata è stata giocata tra il 26 e il 27 ottobre 2013, il ritorno tra l'8 e il 10 novembre.

La Nigeria in un primo tempo era stata accoppiata al Burkina Faso, ma dopo il ritiro di quest'ultima nazionale è stata abbinata alla Sierra Leone.
| Squadra 1      | Totale      | Squadra 2          | Andata | Ritorno |
| -------------- | ----------- | ------------------ | ------ | ------- |
| Nigeria        | 16 – 0      | Sierra Leone       | 10 – 0 | 6 – 0   |
| Marocco        | 1 – 8       | Tunisia            | 0 – 4  | 1 – 4   |
| Tanzania       | 15 – 1      | Mozambico          | 10 – 0 | 5 – 1   |
| Botswana       | 2 – 7       | Sudafrica          | 2 – 5  | 0 – 2   |
| Namibia        | 0 – 3       | Zambia             | 0 – 1  | 0 – 2   |
| Costa d'Avorio | 2 – 6       | Guinea Equatoriale | 0 – 4  | 2 – 2   |
| Egitto         | per ritiro1 | Uganda             |        |         |
| Ghana          | per ritiro2 | Guinea-Bissau      |        |         |

- 1 L'Egitto si è ritirato dall'incontro con l'Uganda[3].
- 2 La Guinea-Bissau si è ritirata dall'incontro con il Ghana[4].

## Secondo turno
L'andata si è giocata tra il 6 e l'8 dicembre 2013, il ritorno il 20 e il 22 dicembre.
| Squadra 1 | Totale      | Squadra 2          | Andata | Ritorno |
| --------- | ----------- | ------------------ | ------ | ------- |
| Nigeria   | 8 – 0       | Tunisia            | 4 – 0  | 4 – 0   |
| Tanzania  | 1 – 9       | Sudafrica          | 1 – 4  | 0 – 5   |
| Zambia    | 0 – 6       | Guinea Equatoriale | 0 – 2  | 0 – 4   |
| Uganda    | per ritiro1 | Ghana              |        |         |

- 1 L'Uganda si è ritirato per motivi economici[5].

## Terzo turno
L'andata si è giocata tra il 10 e il 12 gennaio 2014, il ritorno tra il 24 e il 26 gennaio.
| Squadra 1          | Totale            | Squadra 2 | Andata | Ritorno |
| ------------------ | ----------------- | --------- | ------ | ------- |
| Nigeria            | 7 – 0             | Sudafrica | 6 – 0  | 1 – 0   |
| Guinea Equatoriale | 1 – 1 (3 – 4 dtr) | Ghana     | 1 – 0  | 0 – 1   |